# Annemarie Heinrich

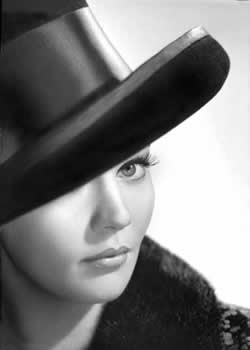
Pinky, 1964.

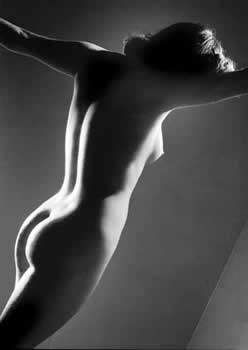
Desnudo II La Paloma, 1945.

Annemarie Heinrich (Darmstadt, Alemania; 9 de enero de 1912-Buenos Aires, Argentina; 22 de septiembre de 2005) fue una fotógrafa alemana con nacionalidad argentina, especializada en retratos y desnudos. Fotografió a las estrellas del cine argentino durante los años 1940. Comenzó a participar en concursos a través del Foto Club Argentino. Sus fotografías forman parte de la colección permanente del Museo Nacional de Bellas Artes, del Museo de Arte Moderno de Buenos Aires, del Museo Nacional de Cine y del Museo Mundial de Tango. Fue declarada Ciudadana Ilustre de la Ciudad de Buenos Aires.

## Biografía
Nació el 9 de enero de 1912. Su padre Walter Heinrich, era violinista profesional en la ópera de Berlín, siendo llamado para la guerra como soldado, donde recibió heridas que le impidieron volver a tocar el violín. Su familia emigró hacia Argentina en 1926, asentándose en la pequeña ciudad de Larroque, Provincia de Entre Ríos. Allí aprendió fotografía de la mano de su tío Karel. Cuando su familia se mudó a Villa Ballester, en el Gran Buenos Aires, Annemarie instaló un cuarto oscuro de fotografía en la casa.
Una vez allí, entra en contacto con el estudio fotográfico de Rita Branger, con quien aprende las tareas de laboratorio. Paralelamente continúa su aprendizaje con Melitta Lang y consolida su experiencia en el género del retrato.
En 1930 abrió su propio estudio y se convirtió en fotógrafa profesional. A partir de esa década, junto con el gran desarrollo que en esa época tuvo la industria del cine y la radio, tomó fotografías a actrices y actores y a publicar las mismas en las revistas de espectáculo como: Sintonía, Radiolandia, El Hogar, entre otras.
En 1953, participó en la creación del grupo «Carpeta de los diez» y en 1979 fundó junto a otras cinco fotógrafas el Consejo Argentino de Fotografía, cuya misión es la difusión y estudio de la fotografía nacional y el intercambio con lo más sobresaliente de la producción mundial, y fue directiva de la Asociación de Fotógrafos Profesionales. Entre otras, formaban parte del consejo sus alumnas Sara Facio y Alicia D'Amico.
Fue jurado de la Federación Argentina de Fotografía y del Foto Club Buenos Aires, y Honorable Excelencia de la Federation Internationale de l'Art Photographique.
Obtuvo el Premio Konex - Diploma al Mérito en 1982 como una de las 5 mejores fotógrafas de la historia en Argentina.
Tenía su estudio en Callao y Las Heras, en el barrio porteño de Recoleta. Sus hijos, Alicia y Ricardo Sanguinetti, siguen la misma profesión en el mismo estudio.

## Obra

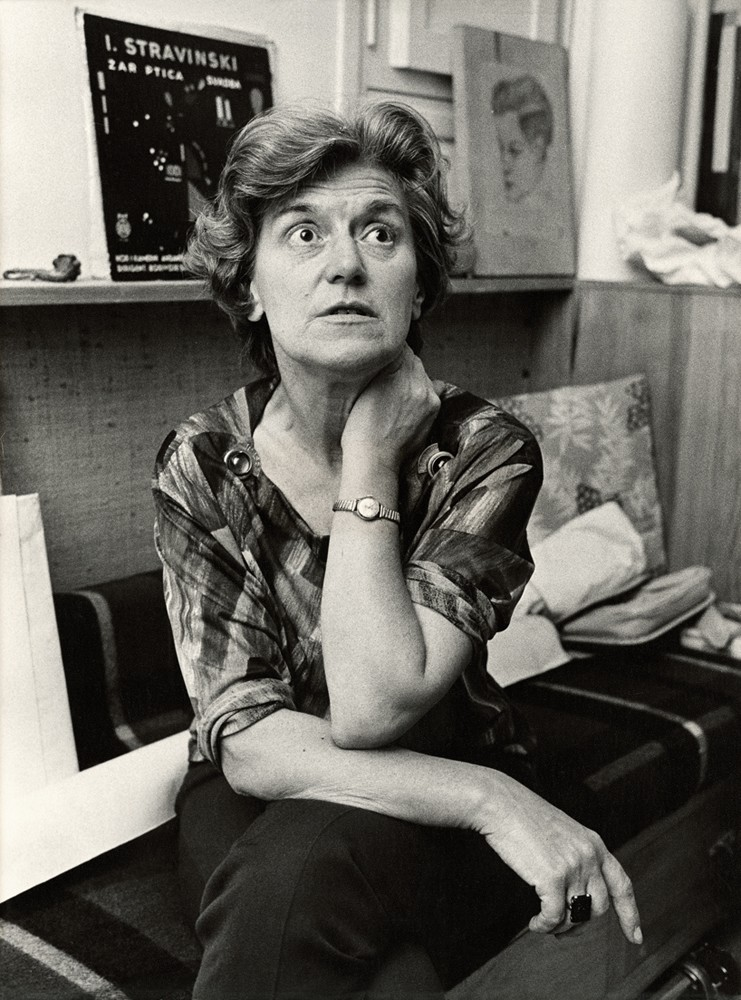
Heinrich hacia 1970, fotografía de Eduardo Comesaña. Museo Nacional de Bellas Artes.

Annemarie Heinrich realizó retratos de personajes famosos del espectáculo en la Argentina, que muchas personas asocian con las fotografías oficiales, aún sin saber que son de ella. Entre otros ha realizado retratos de Libertad Lamarque, Mirtha Legrand, Zully Moreno, Tilda Thamar, Jorge Luis Borges, Pablo Neruda, Chabuca Granda, Yehudi Menuhin, Juan Carlos Castagnino, Nélida Lobato, Alfredo Alcón, Rafael Alberti, Andrés Chazarreta, Atahualpa Yupanqui, Mercedes Sosa, Astor Piazzolla, Aníbal Troilo, Eva Perón, Marlene Dietrich, Antonio Prieto, Flora Nudelman, Isabel Sarli, Susana Giménez, Ámbar La Fox y Zulma Faiad.
Annemarie hizo del retrato y del desnudo un arte y fue probablemente la primera que en la Argentina trató la fotografía como arte.
En un reportaje en el diario Clarín decía:

Un buen retrato es algo más que una foto carné. Una cara debe expresar todo lo que un ser humano tiene dentro de sí, y eso lleva tiempo.

En el mismo reportaje daba esta notable definición del arte:

La belleza se aprende mirando. Trabajé toda mi vida mirando un cuerpo, una luz, un reflejo.

El Desnudo, de 1946, de la colección fotográfica del Museo Nacional de Bellas Artes fue denunciado en 1991 ante la justicia por “exhibición obscena”, por estar expuesto en la vidriera de su estudio. El repudio, tanto nacional como internacional, en nombre de los valores estéticos de la obra y la trayectoria de su autora, sosegó la censura.

## Premios
Durante su carrera obtuvo los siguientes premios:
- Primer Premio del Foto Club Argentino (1982)
- Primer Premio, Medalla de Oro, de la AAFP (1982)
- Premio Alicia Moreau de Justo a las Cien Mujeres Sobresalientes del siglo XX
- Nombrada “Honorable Excelencia Mundial” por la Federación Internacional de Arte Fotográfico, FIAP (1982)
- Nombrada Miembro de la Gesellschaft Deutscher Lichtbilder (Alemania)
- Premio otorgado por el Teatro Colón por contribución a la cultura (1992)
- Ciudadana Ilustre de la Ciudad de Buenos Aires (1992)
- Premio Argentino otorgado por el Museo Nacional de Bellas Artes (Primera Bienal Internacional de Arte de Buenos Aires, (2001)

## Libros publicados
- Ballet en la Argentina, con textos de Álvaro Sol, 1962
- Annemarie Heinrich, Centro Editor de América Latina, 1982
- La Azotea, el espectáculo en la Argentina, 1988
- Un cuerpo, una luz, un reflejo, con textos de Juan Travnik, 2004

## Galería

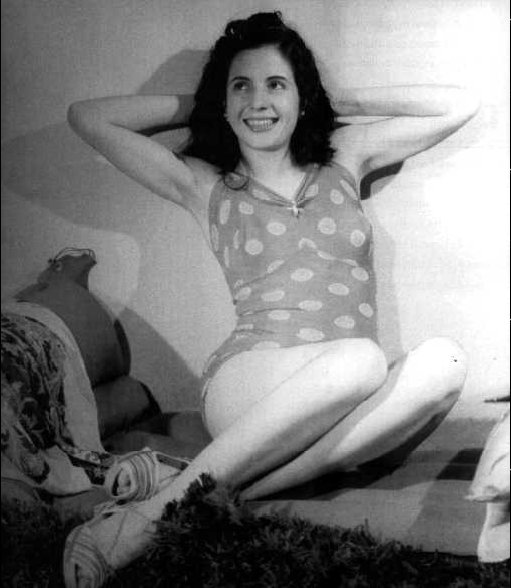
Eva Perón, 1939
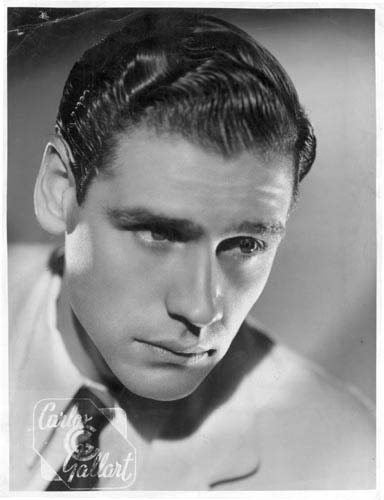
Armando Bó, c. años 1940
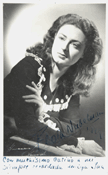
Flora Nudelman, 1949
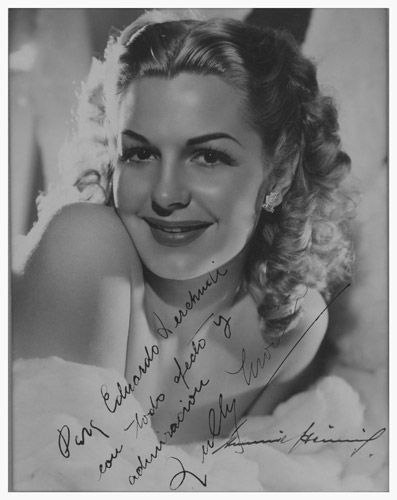
Zully Moreno, c. años 1940 o 1950
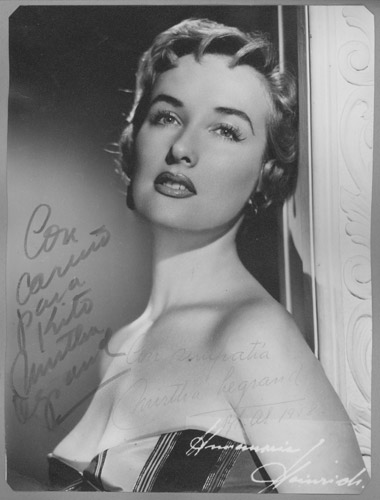
Mirtha Legrand, c. años 1950
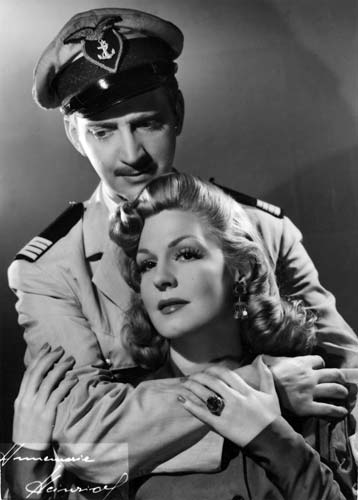
Zully Moreno con Ernesto Bianco, 1954
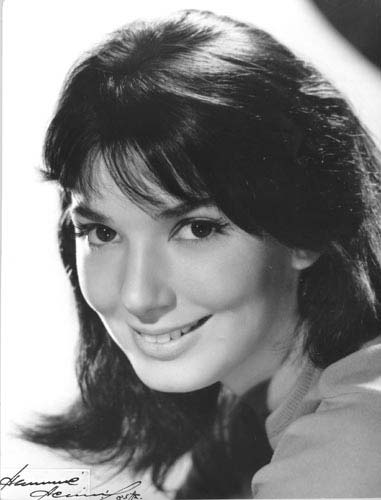
Graciela Borges, c 1960/65
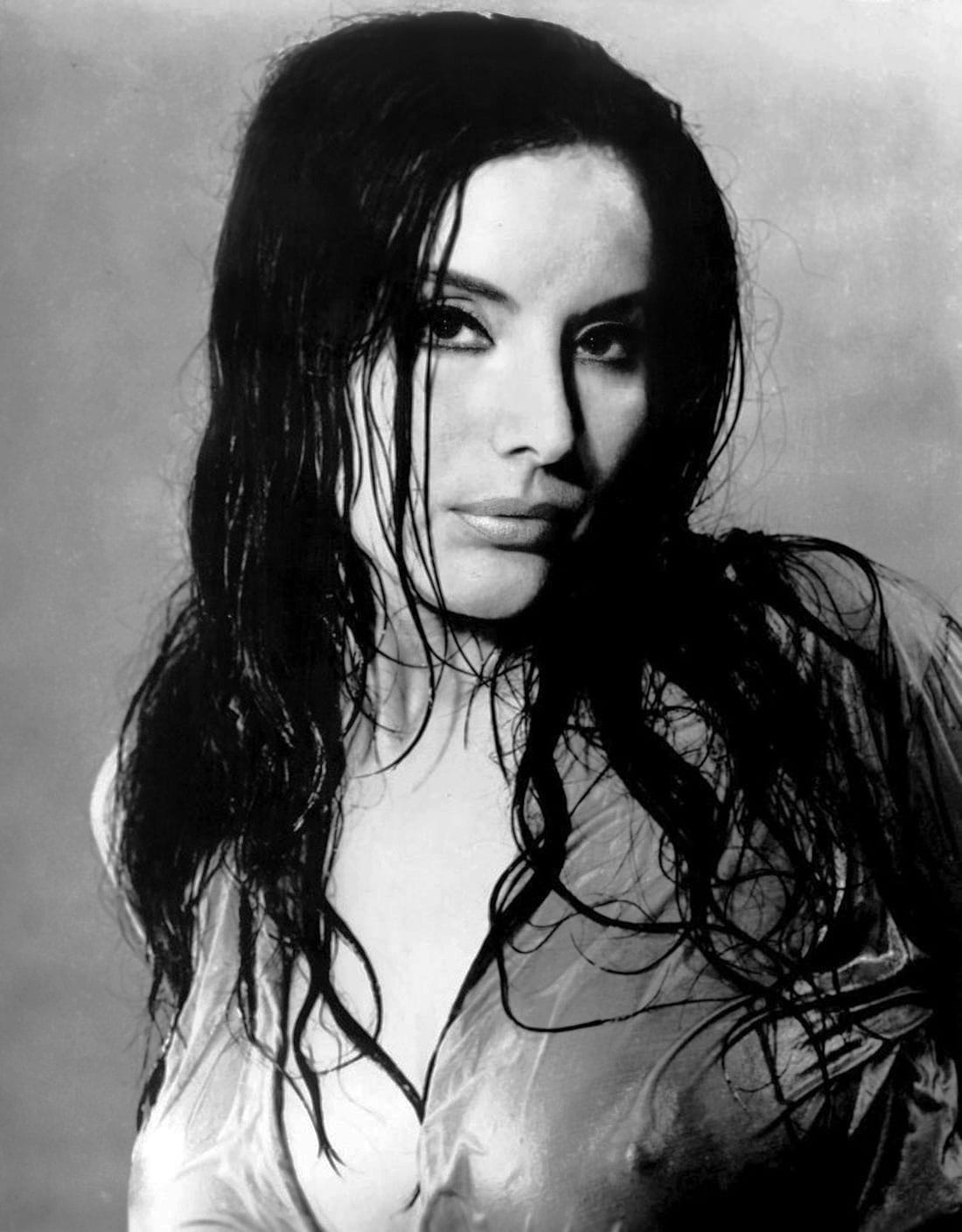
Isabel Sarli, 1961
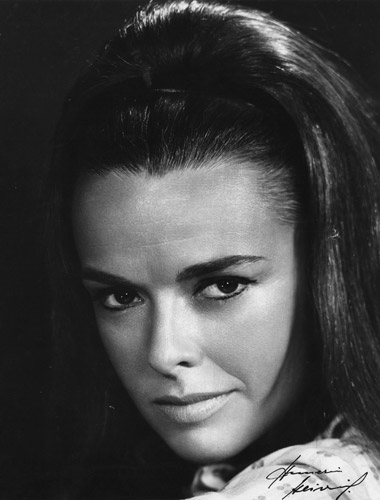
Susana Freyre, 1968
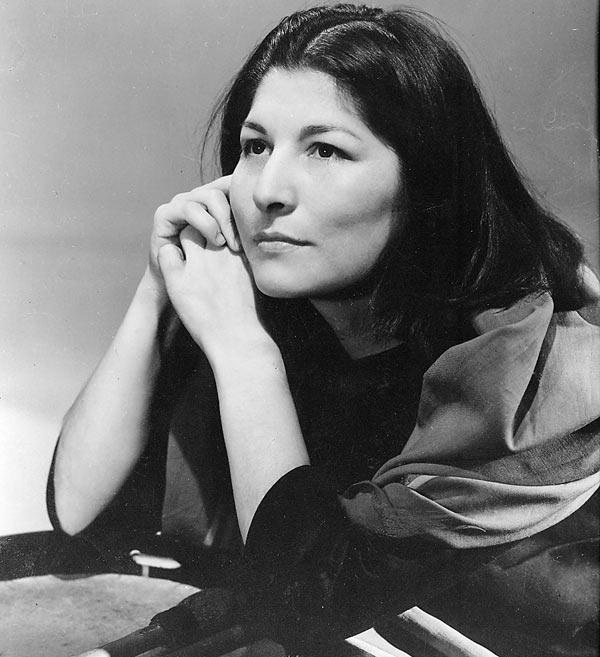
Mercedes Sosa